# Carbon Offsetting and Reduction Scheme for International Aviation
Carbon Offsetting and Reduction Scheme for International Aviation (CORSIA) ist ein Kohlenstoffkompensations- und Reduktionsprogramm für die internationale Zivilluftfahrt. Es wurde von der Internationalen Zivilluftfahrtorganisation (ICAO) beschlossen, um eine Einbeziehung des internationalen Luftverkehrs in den EU-Emissionshandel zu verhindern und startete mit der Pilotphase am 1. Januar 2021.
Die Verpflichtungen, die sich für in der EU ansässige Fluggesellschaften aus der Teilnahme der Europäischen Union an CORSIA ergeben, sollen durch eine Überarbeitung der Emissionshandelsrichtlinie umgesetzt werden.

## Hintergrund
Hauptartikel: Umweltauswirkungen des Luftverkehrs
Die Effekte des Luftverkehrs trugen seit Beginn der Industrialisierung bis zum Zeitraum 2000–2018 3,5 % zur globalen Erwärmung bei. Dabei entfällt circa ein Drittel der Klimawirkung auf CO2-Emissionen und zwei Drittel auf Nicht-CO2-Effekte wie Kondensstreifen.

## Entstehung und Verabschiedung
Das Kyoto-Protokoll von 1997 bezog die CO2-Emissionen von Flugzeugen und nationaler Zivilluftfahrt mit ein, nicht jedoch Emissionen der internationalen Zivilluftfahrt oder Emissionen anderer Treibhausgase wie Methan oder Ruß.
Die Zivilluftfahrt setzte sich im Jahr 2008 das Ziel, zwischen 2009 und 2020 jedes Jahr die Treibstoffeffizienz um 1,5 % zu erhöhen. Als mittelfristiges Ziel sollten dann ab 2020 die Gesamt-Nettoemissionen stabilisiert werden (bei gleichzeitig ansteigender Verkehrsleistung), um schließlich die Nettoemissionen bis 2050 um 50 % gegenüber 2005 zu reduzieren.
2010 beschloss die ICAO, dass die CO2-Emissionen aus der internationalen Luftfahrt ab 2020 nicht mehr steigen sollten. Im Oktober 2016 wurden dann die Einführung eines globalen Mechanismus beschlossen. Darunter müssen Airlines ihre CO2-Emissionen durch sogenannte Offset-Zertifikate kompensieren. Der Luftverkehr wurde damit der erste Sektor überhaupt, für den Richtlinien für einen Emissionshandel global in Kraft treten.
2018 verabschiedete die ICAO die Standards and Recommended Practices (SARPs), seit Januar 2019 müssen die Airlines an einem Monitoring ihrer CO2-Emissionen teilnehmen (in Deutschland durch Meldungen an das Umweltbundesamt).
An CORSIA müssen Luftfahrzeugbetreiber der ICAO-Staaten teilnehmen, die mehr als 10.000 Tonnen CO2-Emissionen aus internationalen Flügen mit Flugzeugen emittieren, die ein Höchstabfluggewicht von mehr als 5,7 Tonnen haben. Ausnahmen gibt es für Länder aus den Gruppen der Least Developed Countries und der kleinen Inselentwicklungsländer. Der ICAO zufolge deckt CORSIA mehr als drei Viertel des internationalen Luftverkehrs ab.

## Implementierung
In den Jahren 2019 und 2020 fand ein Monitoring zur Bestimmung der Emissions-Baseline statt. Aufgrund der Auswirkungen der Corona-Pandemie auf die Zivilluftfahrt beschloss der ICAO-Rat im Juli 2020 die alleinige Nutzung des Jahres 2019 als Baseline für die Pilotphase von 2021–23, da dies andernfalls zu einer unangemessenen wirtschaftlichen Belastung der Airlines führen würde.
In einer Pilotphase (2021–23) und einer „Phase 1“ (2024–26) können Staaten freiwillig an CORSIA teilnehmen. In einer „Phase 2“ (2027–2035) ist die Teilnahme für alle Staaten verpflichtend, deren Luftfahrzeugbetreiber mehr als 0,5 % der globalen Luftverkehrsleistung im Jahr 2018 verursachten.
Zur Kompensation der CO2-Emissionen waren im November 2020 die Offsets der folgenden Programme qualifiziert: American Carbon Registry (ACR), Architecture for REDD+ Transactions, China GHG Voluntary Emission Reduction Program, Clean Development Mechanism (CDM), Climate Action Reserve (CAR), Gold Standard (GS) und Verified Carbon Standard (VCS).

## Kritik
Mehrere ökologisch orientierte Organisationen, darunter der Verkehrsclub Deutschland, kritisieren CORSIA als nicht ambitioniert genug, da es nur die Klimawirkung des CO2 und nicht von z. B. Stickoxiden, Rußpartikeln und Wasserdampf mit einbeziehe.
Es sei unwahrscheinlich, dass sich durch Corsia etwas Wesentliches an den direkten Auswirkungen des Flugverkehrs auf das Klima ändere, prognostiziert eine Studie der EU-Kommission. Es sei nicht zu erwarten, dass dadurch Airlines einen ausreichenden Anreiz für CO2-Einsparungen bekämen. Außerdem sei Corsia nicht vereinbar mit den Zielen der Klimaneutralität bis 2050 – da es nur um das Wachstum, aber nicht um die Einsparung der Gesamtemissionen gehe. Der Spiegel berichtete im März 2021, die Studie sei monatelang von der EU-Kommission zurückgehalten worden. Ein Grund sei möglicherweise die Schärfe der Kritik. Die Studie ist inzwischen online.